# ۷ زن برزنجیر
۷ زن برزنجیر یک ستاره است که در صورت فلکی آندرومدا قرار دارد.